# آیتن
آیتن (به لاتین: Iten) یک منطقهٔ مسکونی در کنیا است که در شهرستان الگیو-ماراک‌وت واقع شده‌است. آیتن ۴۲٬۳۱۲ نفر جمعیت دارد و ۲٬۴۰۰ متر بالاتر از سطح دریا واقع شده‌است.